# Tjatjie
Tjatjie, artiestennaam van Tjark Bell (25 oktober 1990), is een Surinaams zanger, songwriter en producer. Hij begon in 2009 in het duo Mighty Youth en maakte deel uit van The Suri All StarZz. Hij produceert voor artiesten als King Koyeba en Hakuna Matata Gang, en werkt geregeld samen met Enver Panka.

## Biografie
Tjark Bell begon zijn muziekloopbaan in 2009 in het duo Mighty Youth met Finke Francis. Samen met de artiesten Enver, Baderman en Kwasi formeerden ze in 2010 The Suri All StarZz tijdens een tour in Nederland. Bij terugkeer voegden zich Danitsia Sahadewsing en Develo bij de groep en bleven ze in Suriname optreden. De groep is formeel niet uit elkaar gegaan, maar de artiesten gingen wel allemaal hun eigen weg.
Voor Tjatjie, zoals Bell zich op het podium noemt, begon zijn solocarrière in 2012. Zijn eerste twee nummers waren Kan kan man en Kon go en in 2013 verschenen singles als Kom met me mee met Scrappy W, Fara met Donavey en Een fout met Enver en de viermansformatie The Lovers. In 2015 verscheen zijn solo-ep The other side met dancehall- en reggaemuziek. Hierna volgde zijn ep Kon go en bracht hij enkele nieuwe singles uit. Ondertussen trad hij op, zoals in 2014 tijdens Dobru Neti (Dobru Nacht) en in 2016 tijdens Fête de la musique.
Hij heeft zijn eigen label, KanKan Productions, waarmee hij voor zichzelf produceert en voor artiesten als King Koyeba en Hakuna Matata Gang Hij brengt releases alleen online uit, via diensten als iTunes, Spotify, Apple, Amazon en Tidal. De inkomsten zijn daar voor hem tegenvallend omdat het Surinaamse publiek niet gewend is te betalen voor muziek, terwijl die gratis te beluisteren is via YouTube. Daarbij leverden de tienduizenden views van Kon go hem per saldo een laag inkomen op van enkele honderden Amerikaanse dollars.
Na enkele jaren uit beeld te zijn geweest, maakte hij in 2018 een comeback met het liefdeslied Bai lobi, en optredens van het Fête de la musique tot het benefietconcert voor Sisa Agi op de Wakapasi. In april 2020 stond hij met Enver op nummer 3 van de Suri-Ned Top20, een hitlijst van Radio Stanvaste uit Rotterdam die toen werd gelanceerd. Ook maakte hij in de coronaperiode deel uit van de influencers die door JusPol werden geworven om promotie te maken voor beschermende maatregelen. In deze periode werkte hij mee aan het eerste reggaealbum van Asgar Koster en bracht hij verschillende singles uit met Enver Panka, waaronder Krasi (2020) en Drama (2021).